# کائل-فلورنت مونتوت
کائل-فلورنت مونتوت (انگلیسی: Kael-Florent Montout؛ زادهٔ ۲۱ نوامبر ۱۹۹۱) بازیکن فوتبال اهل فرانسه است.
از باشگاه‌هایی که در آن بازی کرده‌است می‌توان به باشگاه فوتبال ونس اشاره کرد.